# Der Aufstand des Gewissens

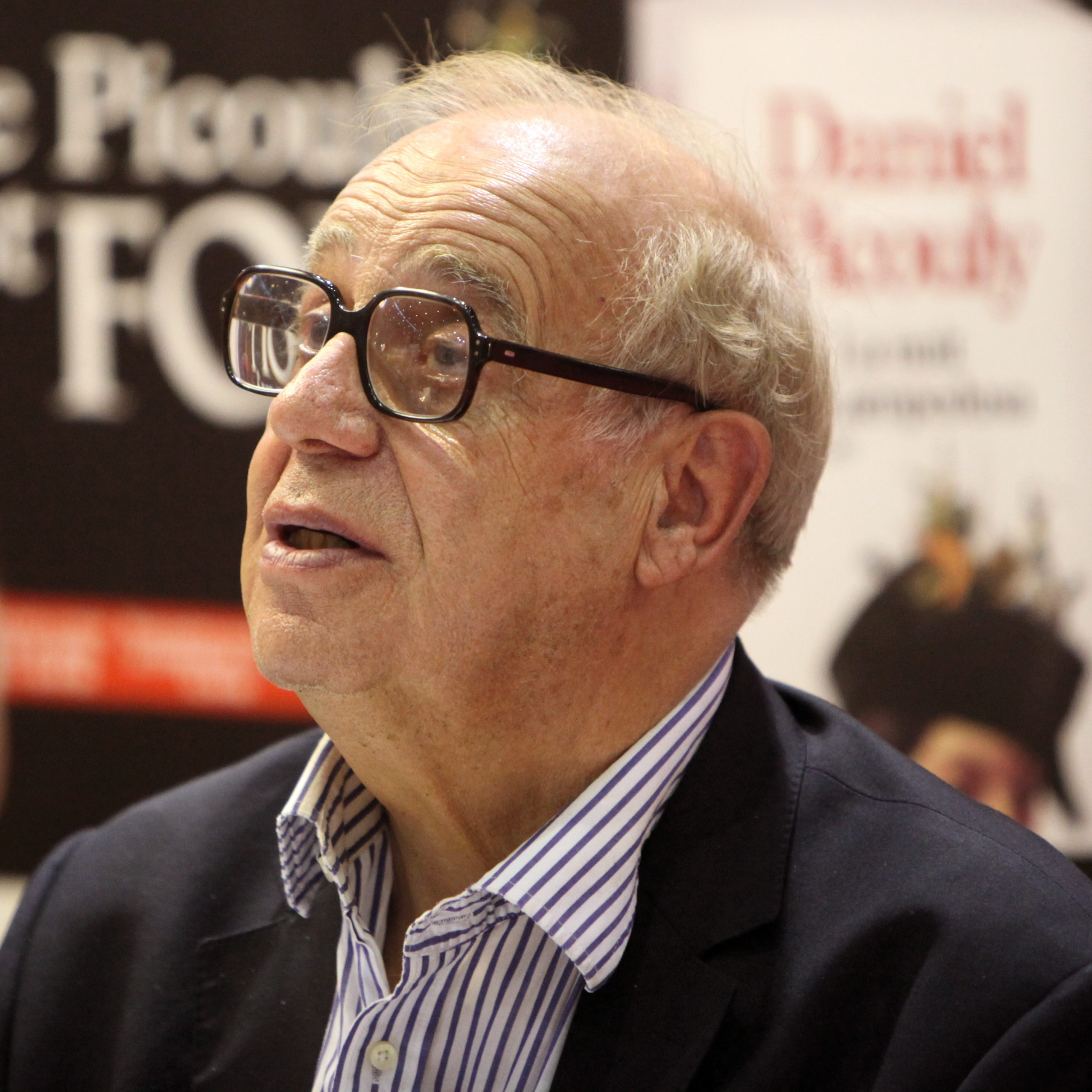
Jean Ziegler (2011)

Der Aufstand des Gewissens. Die nicht-gehaltene Festspielrede 2011 ist ein Buch des Schweizer Soziologen und Globalisierungskritikers Jean Ziegler. Erschienen ist es 2011 im Ecowin Verlag. Der Hauptfokus liegt auf dem Welthunger und der mangelnden Hilfestellung durch den globalen Norden.
Ursprünglich war Der Aufstand des Gewissens als Rede geplant. Die Rede wurde aber nie offiziell gehalten. Ziegler war eingeladen, bei den Salzburger Festspielen im Jahr 2011 die Eröffnungsrede zu halten, wurde jedoch kurz davor vom Land Salzburg wieder ausgeladen.

## Kontext
Im Jahr 2011 war der Politiker, Soziologe und Autor Ziegler Mitglied des Beratenden Ausschusses des Menschenrechtsrats der UN. Im Vorfeld war er zwischen 2000 und 2008 als UN-Sonderberichterstatter für das Recht auf Nahrung tätig.
In einem nach der Rede erschienenen Video spricht Ziegler an, dass er seines Erachtens nach auf Druck schweizerischer Großkonzerne und Großbanken ausgeladen wurde. Diese stellten wichtige Sponsoren der Festspiele dar. Die Plattform der Zivilgesellschaft bat Ziegler daraufhin die nicht gehaltene Rede trotzdem niederzuschreiben. In dem aufgenommenen Video, in dem Ziegler die Rede im Nachhinein vorträgt, bedankt er sich bei der „unerhört lebendigen dynamischen österreichischen Zivilgesellschaft“, der österreichischen Partei der Grünen und dem Ecowin Verlag. Dieser veröffentlichte die Rede kurz nach der Absage als Buch.

## Inhalt
„Alle fünf Sekunden verhungert ein Kind unter zehn Jahren, 37.000 Menschen verhungern jeden Tag, fast eine Milliarde sind permanent schwerstens unterernährt.“ Die genannten Zahlen stammten aus dem damaligen Welternährungsreport der UNO. In den folgenden Minuten erläuterte Ziegler, dass derselbe Welternährungsreport allerdings auch aufzeigte, dass durch die gesamte Weltlandwirtschaft theoretisch 12 Milliarden Menschen normal ernährt werden könnten. Ziegler schlussfolgerte, dass ein Kind, das in diesen Zeiten verhungert, ein Kind ist, das ermordet wird. Er geht dazu über zu erläutern, wie der Hungertod eintritt und wie es dazu kommen konnte, dass die Gegenden, in denen die Hungerkrise zu diesem Zeitpunkt so stark vorherrschte, so vertrocknet waren, dass es kein Wasser und keinen Anbau von Nahrungsmitteln geben konnte.
Ziegler übte in seiner Rede zudem Kritik an der westlichen Weltbevölkerung. Durch die Finanzkrise 2008 seien die Zahlungen der westlichen Demokratien an das Welternährungsprogramm drastisch zurückgegangen.

## Wirkung
An der Absage der Rede übte 2011 Salzburgs damalige Landeshauptfrau Gabi Burgstaller Kritik. Die Rede hätte sie als „wichtige und willkommene Bereicherung der Festspieleröffnung empfunden“. Als Folge der Absage druckten viele deutschsprachige Zeitungen den Originaltext der Rede ab. Unter anderem die österreichische Tageszeitung Die Presse, die deutsche Tageszeitung Süddeutsche Zeitung und die Schweizer Wochenzeitung.